# Victory (album Unleashed)
Victory – czwarty album studyjny szwedzkiej grupy muzycznej Unleashed. Wydawnictwo ukazało się 27 lutego 1995 roku nakładem wytwórni muzycznej Century Media Records. Nagrania zostały zarejestrowane w EMI Studios w Sztokholmie pomiędzy listopadem a grudniem 1994 roku. Mastering odbył się w Cutting Room także w Sztokholmie.

## Lista utworów
Opracowano na podstawie materiału źródłowego.
1. „Victims Of War” (sł. Fredrik Lindgren, muz. Fredrik Lindgren) - 4:13
2. „Legal Rapes” (sł. Johnny Hedlund, muz. Fredrik Lindgren) - 3:10
3. „Hail The New Age” (sł. Johnny Hedlund, muz. Johnny Hedlund) - 3:08
4. „The Defender” (sł. Johnny Hedlund, muz. Johnny Hedlund) - 3:19
5. „In The Name Of God” (sł. Johnny Hedlund, muz. Fredrik Lindgren) - 3:43
6. „Precious Land” (sł. Johnny Hedlund, muz. Johnny Hedlund) - 5:00
7. „Berserk” (sł. Tomas Olsson, muz. Tomas Olsson) - 1:55
8. „Scream Forth Agression” (sł. Johnny Hedlund, muz. Fredrik Lindgren) - 3:54
9. „Against The World” (sł. Johnny Hedlund, muz. Johnny Hedlund) - 2:59
10. „Revenge” (sł. Johnny Hedlund, muz. Johnny Hedlund) - 2:35

## Twórcy
Opracowano na podstawie materiału źródłowego.

- Johnny Hedlund - wokal prowadzący, gitara basowa
- Fredrik Lindgren - gitara rytmiczna, gitara prowadząca
- Tomas Olsson - gitara rytmiczna
- Anders Schultz - perkusja, instrumenty perkusyjne
- Fredrik Andersson - inżynieria dźwięku
- Jonas - okładka, oprawa graficzna
- Fredrik Bäckar - zdjęcia
- Hasse Z. - zdjęcia
- Linus H. - zdjęcia